# Reading (Pennsilvània)
Reading és una població dels Estats Units a l'estat de Pennsilvània. Segons el cens del 2000 tenia 81.207 habitants.

## Demografia
Segons el cens del 2000, Reading tenia 81.207 habitants, 30.113 habitatges, i 18.429 famílies. La densitat de població era de 3.192,9 habitants/km².
Dels 30.113 habitatges en un 33,7% hi vivien nens de menys de 18 anys, en un 34,4% hi vivien parelles casades, en un 20,2% dones solteres, i en un 38,8% no eren unitats familiars. En el 31,7% dels habitatges hi vivien persones soles el 12,4% de les quals corresponia a persones de 65 anys o més que vivien soles. El nombre mitjà de persones vivint en cada habitatge era de 2,63 i el nombre mitjà de persones que vivien en cada família era de 3,33.
Per edats la població es repartia de la següent manera: un 29,9% tenia menys de 18 anys, un 11,7% entre 18 i 24, un 28,9% entre 25 i 44, un 17% de 45 a 60 i un 12,4% 65 anys o més.
L'edat mediana era de 31 anys. Per cada 100 dones de 18 o més anys hi havia 88,5 homes.
La renda mediana per habitatge era de 26.698 $ i la renda mediana per família de 31.067 $. Els homes tenien una renda mediana de 28.114 $ mentre que les dones 21.993 $. La renda per capita de la població era de 13.086 $. Entorn del 22,3% de les famílies i el 26,1% de la població estaven per davall del llindar de pobresa.

## Poblacions més properes
El següent diagrama mostra les poblacions més properes.

## Persones il·lustres
- Taylor Swift (n. 1989), cantant.